# Islandska policija
Na Islandiji je Policija glavni organ pregona, razen v islandskih teritorialnih vodah, kjer to delo opravlja Islandska obalna straža. Islandsko policijsko delo spada pod upravo ministrstva za pravosodje, ki je vodeno s strani urada državnega komisarja policije. Država je razdeljena na devet policijskih okrožij, največje od njih pa je metropolitansko območje glavnega mesta Reykjavik, čigar populacija znaša približno 208,000 ljudi.

## Začetki in razvoj
Zgodovina islandske policije sega vse do njenih začetkov leta 1778, ko so je na območju začela pojavljati Industrija. Vse do takrat pa se je zakon uveljavljal s pomočjo posameznikov, ki so bili vodeni neposredno s strani parlamenta. Pozneje so to vodstvo prevzeli šerifi (sýslumenn) in ostali kraljevi pooblaščenci.

Prvi policisti naj bi se imenovali Jutranje zvezde, oboroženi nočni opazovalci Reykjavika, ki so bili primarno pooblaščeni za varovanje zapornikov v reykjaviškem zaporu.
Leta 1803 so se v Reykjaviku zaposlili prvi pravi policisti, saj je s tem letom prestolnica dobila naziv svobodnega mesta. Prvi policijski šef je bil Rasmus Frydensberg, mestni župan, ki je kot prva dva policista zaposlil dva nekdanja vojaka. Kmalu po letu 1891 so bili prvi policisti zaposleni tudi v ostalih delih Islandije.
Leta 1933 je parlament izdal policijski akt, ki je dovoljeval financiranje policije. To je bilo v večji meri storjeno zaradi strahu pred komunistično revolucijo.
Leta 1972 je država prevzela nadzor nad organi pregona in ustanovila Državno policijo. Leta 1977 pa je Državna kriminalistična policija začela izvajati preiskave pod vodstvom specialnega direktorja. Kriminalisti so prevzeli preiskovanje kriminalnih aktivnosti, za katere je bilo v preteklosti zadolženo kazensko sodišče in policijski pooblaščenci v regiji prestolnice.

### Posebni dogodki
Drugega decembra leta 2013 so morale v konfliktu prvič v moderni zgodovini Islandije posredovati policijske oborožene sile. Policija se je odzvala na streljanje v reykjaviškem stanovanju. Moškega, starega 59 let, so najprej želeli onesposobiti s solzivcem, vendar neuspešno. Ob vstopu oborožene policijske enote sta bila dva policista ranjena s strelom iz šibrovke. Policisti so odgovorili s streli, zaradi katerih je moški pozneje v bolnišnici umrl. Vse strelno orožje je bilo zaseženo, v zvezi z incidentom pa je bila pozneje sprožena preiskava.

## Trenutne razmere
Leta 2016 je bilo v Islandski policiji pod vodstvom parlamenta zaposlenih okoli 700 ljudi, nadzorovali so območje, ki meri približno 103,000 km2. Zaposleni so upravljali s približno 300 policijskimi vozili in motornimi kolesi.